# 单义
单义（1970年5月—），中华人民共和国政治人物，籍贯辽宁省宽甸县。曾任沈阳市浑南区委书记，沈阳市副市长，辽宁省发改委副主任、省统计局局长等职，2023年任朝阳市委书记，现任辽宁省副省长。